# Supercopa de baloncesto de Albania
La Supercopa de baloncesto de Albania (en albanés: Superkupa Shqipërisë)  es un trofeo que se celebra desde 1999 y que lo juegan los campeones de la temporada anterior de la Superliga de baloncesto de Albania y de la Copa de baloncesto de Albania. Se juega a un partido justo antes del inicio de la nueva temporada.
El equipo con más Supercopas es el PBC Tirana con 9.

## Palmarés
A continuación se muestran los ganadores de la Supercopa de baloncesto de Albania.
| Año  | Campeón         |
| ---- | --------------- |
| 1999 | BC Vllaznia     |
| 2000 | BC Dinamo       |
| 2001 | PBC Tirana      |
| 2002 | BC Dinamo       |
| 2003 | PBC Tirana      |
| 2004 | BC Valbona      |
| 2005 | BC Valbona      |
| 2006 | BC Valbona      |
| 2007 | BC Valbona      |
| 2008 | PBC Tirana      |
| 2009 | PBC Tirana      |
| 2010 | PBC Tirana      |
| 2011 | PBC Tirana      |
| 2012 | PBC Tirana      |
| 2013 | BC Kamza Basket |
| 2014 | BC Kamza Basket |
| 2015 | BC Kamza Basket |
| 2016 | BC Kamza Basket |
| 2017 | PBC Tirana      |
| 2018 | BC Teuta        |
| 2019 | BC Teuta        |
| 2020 | -               |
| 2021 | BC Teuta        |
| 2022 | BC Teuta        |
| 2023 | PBC Tirana      |

## Supercopas por club
| Equipo       | N.º Supercopas |
| ------------ | -------------- |
| Tirana       | 9              |
| Kamza Basket | 8              |
| BC Teuta     | 4              |
| Dinamo       | 2              |
| Vllaznia     | 1              |